# Celles, Belgien
Celles är en kommun i Belgien.   Den ligger i provinsen Hainaut och regionen Vallonien, i den västra delen av landet, 70 km väster om huvudstaden Bryssel. Antalet invånare är 5 461.
Trakten runt Celles består till största delen av jordbruksmark. Runt Celles är det tätbefolkat, med 308 invånare per kvadratkilometer.